# کارمن بالاگه
کارمن بالاگه (کاتالونیایی: Carmen Balagué؛ زادهٔ ۱۷ ژوئیهٔ ۱۹۵۲) بازیگر اهل اسپانیا است.
از فیلم‌ها یا برنامه‌های تلویزیونی که وی در آن نقش داشته‌است، می‌توان به همه چیز درباره مادرم، عشق می‌تواند به‌طور جدی به سلامت شما آسیب بزند و همه مردها مثل هم هستند اشاره کرد.